# جواو باتيستا
جواو باتيستا هو لاعب كرة قدم برازيلي، ولد في 18 ديسمبر 1966.